# Table ronde des industriels européens
Pour les articles homonymes, voir Table ronde (homonymie) et ERT.
La Table ronde des industriels européens (en anglais : European Round Table, ERT) est un groupe de représentation d'intérêts créé en 1983 par Pehr G. Gyllenhammar (président de Volvo), Wisse Dekker (président de Philips) et Umberto Agnelli (président de Fiat),. L'ERT rassemble une cinquantaine d'entreprises parmi les plus grandes entreprises européennes, situées dans plus de la moitié des pays de l'Union européenne (UE).
Son secrétaire général actuel est le Néerlandais Frank Heemskerk, depuis le 1er janvier 2019.

## Mission
L'ERT s'est donnée pour objectif de « stimuler la compétitivité mondiale de l'industrie européenne », notamment en prônant la baisse du salaire minimum, la réduction des dépenses de sécurité sociale et la privatisation de services publics (dont l'éducation).
Pour réaliser sa mission l'ERT mène un intense lobbying auprès des institutions européennes (Commission européenne, Conseil des ministres, Parlement européen, etc.). Dès la création de l'ERT, le vicomte belge Étienne Davignon — alors commissaire européen à l'Industrie et au Marché unique — se propose pour les y aider.

## Lobbying
L'ERT a nettement influé sur le texte de l'Acte unique européen de 1986 et sur le texte du traité de Maastricht de 1992, traité fondateur de l'Union européenne. Ces faits illustrent de façon flagrante que, par rapport à la masse des citoyens, les lobbies industriels (dont les ressources financières et relationnelles sont incomparablement plus élevées que ceux des ONG, considérées par certains comme représentant les citoyens) bénéficient d'une relation privilégiée auprès des pouvoirs législatif et exécutif de l'UE.
L'ERT est inscrite depuis 2012 au registre de transparence des représentants d'intérêts auprès de la Commission européenne. Elle déclare en 2014 pour cette activité trois collaborateurs à temps plein et des dépenses d'un montant compris entre 800 000 et 900 000 euros.

## Liste de ses membres (en date de janvier 2011)

### Président
- Leif Johansson - Ericsson

À compter du 1er juin 2014 : Benoît Potier - Air liquide

### Vice-président
- Peter Löscher - Siemens

### Membres
- César Alierta Izuel - Telefónica
- Nils S. Andersen - A.P. Møller-Mærsk
- Paulo Azevedo - Sonae
- Franco Bernabè - Telecom Italia
- Kurt Bock - BASF
- Jean-François van Boxmeer - Heineken
- Carlo Bozotti - STMicroelectronics
- Svein Richard Brandtzaeg - Norsk Hydro
- Antonio Brufau - Repsol YPF
- Ton Büchner - AkzoNobel
- Paul Bulcke - Nestlé
- Jean-Pierre Clamadieu - Solvay
- Vittorio Colao - Vodafone
- Ian Davis - Rolls-Royce
- Rodolfo De Benedetti - CIR Group
- Pierre-André de Chalendar - Saint-Gobain
- Patrick Pouyanné - Total
- Marijn Dekkers - Bayer
- John Elkann - Fiat
- Stephen Elop - Nokia
- Tom Enders - EADS
- Ignacio S. Galá - Iberdrola
- Antti Herlin - KONE Corporation
- Zsolt Hernádi - MOL
- Heinrich Hiesinger - ThyssenKrupp
- Joe Hogan - ABB
- Frans van Houten - Royal Philips Electronics
- Pablo Isla - Inditex
- Jacek Krawiec - PKN Orlen
- Bruno Lafont - Lafarge
- Thomas Leysen - Umicore
- Gary McGann - Smurfit Kappa Group
- Gérard Mestrallet - GDF Suez
- René Obermann - Deutsche Telekom
- Dimitri Papalexopoulos - Titan Cement
- Olof Persson - AB Volvo
- Jan du Plessis - Rio Tinto
- Norbert Reithofer - BMW Group
- Gerhard Roiss - OMV
- Kasper Rorsted - Henkel
- Güler Sabanci - Sabanci Holding
- Paolo Scaroni - Eni
- Severin Schwan - F. Hoffmann-La Roche
- Jim Snabe - SAP
- Carl-Henric Svanberg - BP
- Johannes Teyssen - E.ON
- Peter R. Voser - Royal Dutch Shell
- Jacob Wallenberg - Investor AB
- Willie Walsh - IAG
- Benoît Potier - Air Liquide

### Secrétaire général
- Brian Ager

Sources : ERT.be et ERT.eu.

## Historique de ses présidents
- 1983 - 1988 : Pehr G. Gyllenhammar (Volvo)
- 1988 - 1992 : Wisse Dekker (Philips)
- 1992 - 1996 : Jérôme Monod (Suez Lyonnaise des Eaux)
- 1996 - 1999 : Helmut Maucher (Nestlé)
- 1999 - 2001 : Morris Tabaksblat (Reed Elsevier) (Unilever)
- 2001 - 2005 : Gerhard Cromme (ThyssenKrupp)
- 2005 - 2009 : Jorma Ollila (Nokia)
- 2009 - 2013 : Leif Johansson (Volvo)
- 2014 - : Benoît Potier : Air liquide

### Sources
- Triomphe de l’oligarchie : À Bruxelles, les lobbyistes sont « les garants de la démocratie »  (monde-diplomatique.fr, 2010).
- Europe inc. corporateeurope.org
- Le site officiel de la Table ronde des industriels européens